# Urospermum dalechampii
Espèce
Classification phylogénétique
L’Urosperme de Daléchamps ou Lampistrelle commune (Urospermum dalechampii) est une espèce de plante à fleurs de la famille des Asteraceae (Composées).
Elle est essentiellement méditerranéenne.

## Étymologie
Elle doit son nom à ses fruits. Formé sur des racines grecques, le mot Urospermum signifie que la graine, ou plutôt le fruit, se termine par une sorte de queue, long bec creux et élargi. Jacques Daléchamps auquel est dédiée l'espèce, était un médecin naturaliste du XVIe siècle, auteur d'une Histoire générale des plantes.

## Description
C'est une plante herbacée vivace et velue dont la hauteur varie entre 10 et 50 cm.
On distingue deux types de feuilles : à la base, une rosette de feuilles dentées rappelant celles des pissenlits ; sur la tige, des feuilles entières ou à peine découpées, assez rares.
L'inflorescence est un capitule solitaire à l'extrémité d'un long pédoncule. La couleur des ligules est caractéristique, permettant de distinguer facilement la plante : elles sont d'un beau jaune soufré, en général avec des dents noires. Au revers les fleurons périphériques sont colorés de brun.
Floraison abondante pendant tout le printemps.

## Habitat
C'est une plante qui pousse dans les friches, au bord des chemins, dans les terrains vagues et les prés secs.

## Aire de répartition
Sa région d'origine s'étend de l'Espagne à la Dalmatie et à l'Afrique septentrionale.
En France, on la trouve sur le pourtour méditerranéen : des Alpes-Maritimes aux Pyrénées-Orientales, elle remonte dans la Drôme, l'Ardèche, le Tarn, le Lot, l'Aveyron, la Lozère. Elle est très commune en Corse.

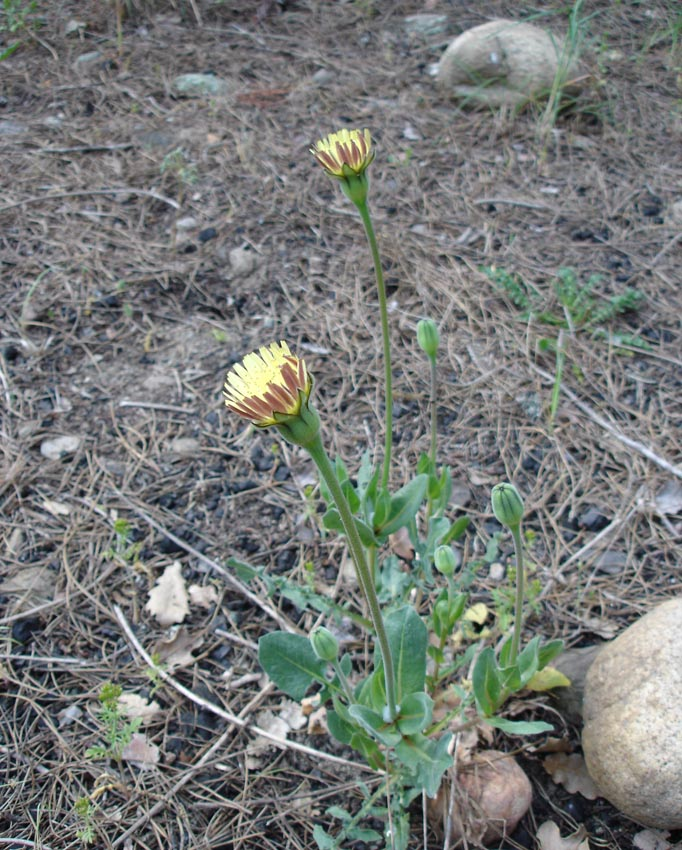
La plante.
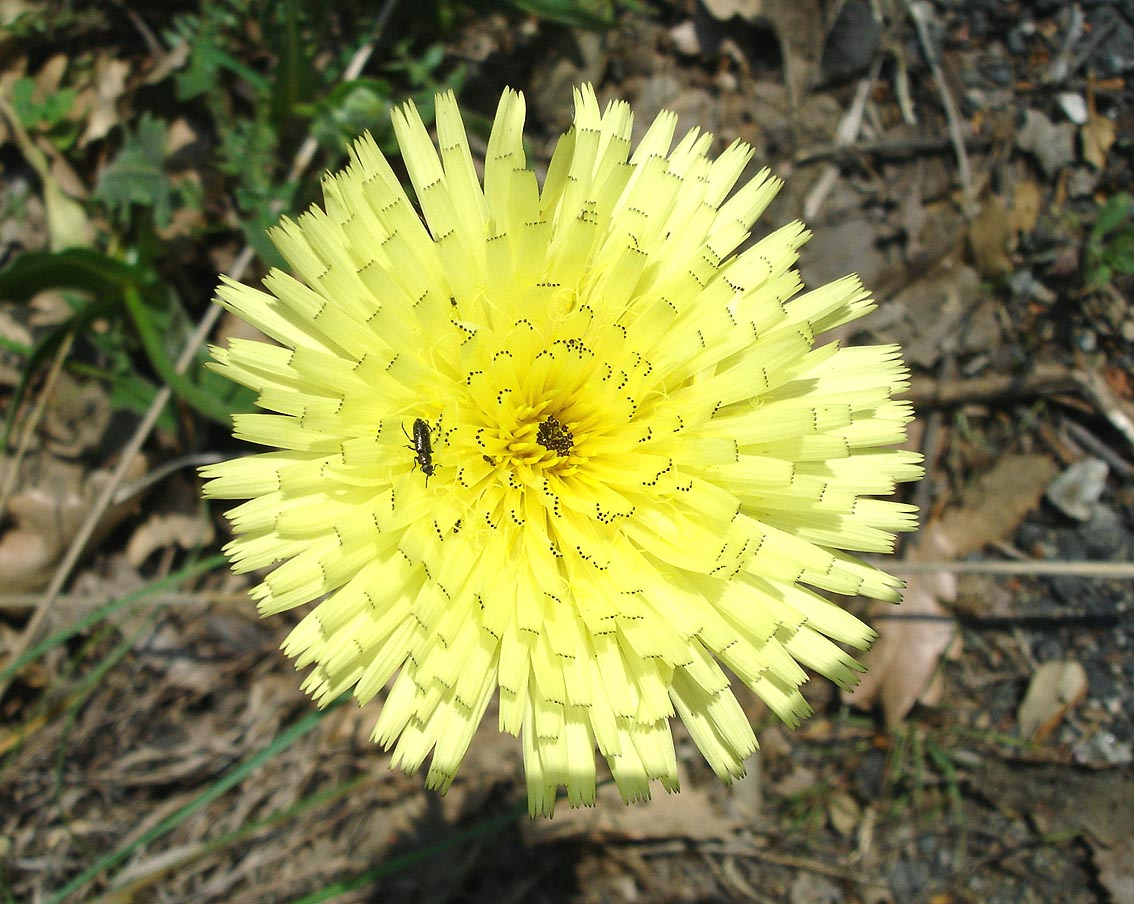
Capitule épanoui.
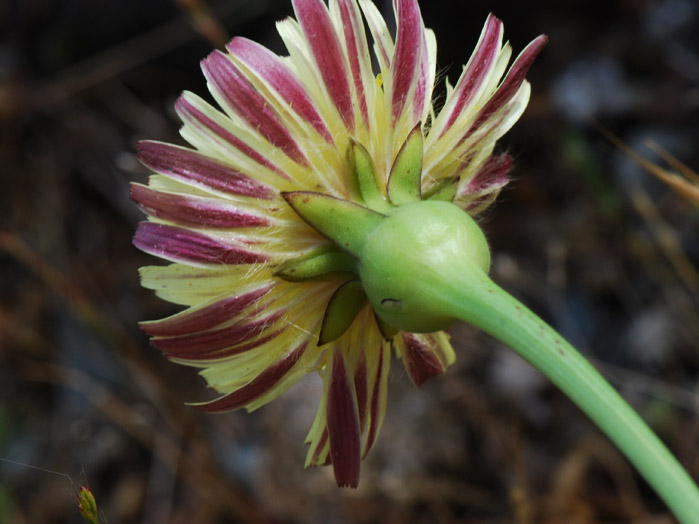
L'involucre.